# 鼓角楼
30°53′45″N 119°24′42″E / 30.895830°N 119.411738°E
鼓角楼又名谯楼，俗称钟鼓楼，位于中华人民共和国安徽省广德市升平街和景贤街路口处，原座落于广德州署正南仪门之上:1101。《大明一统志》与4部《广德州志》均记载，该楼为“宋熙宁初知军事朱寿昌建”:1101，有观点称建于北宋治平年间（1064－1067年），熙宁元年（1068年）告竣:511，也有人称“始建北齐，为刺史李崇在交州任官时所建”:1101。后历代多次修复，民国26年（1937年）被日军纵火烧毁:1101:511（一说被日机轰炸）。1989年3月，广德县人民政府将其列入县级文物保护单位:1101。

## 延伸阅读
[在维基数据编辑]
 《廣德軍重修鼓角樓記》，出自曾巩《南豐文鈔》